# 落第忍者乱太郎
『落第忍者乱太郎』（らくだいにんじゃらんたろう）は、尼子騒兵衛による日本の忍者ギャグ漫画。略称は「落乱」、「乱太郎」。『朝日小学生新聞』において、1986年1月7日から2019年12月28日の33年に渡り、4月から6月、10月から12月に季節限定で毎日3ページずつ連載された。
1993年に『忍たま乱太郎』のタイトルでテレビアニメ化され、以降も映画、ミュージカルなど様々なメディア展開がなされている。

## 概要
舞台は室町時代末期の設定で当時の様子や忍者の卵（忍たま）達や忍術を愉快に描いている。登場する忍術も煙を出して突然消えたり水の上を走るようなものではなく、子供向けだからこそ真剣に、これからも知識を得ていく子供の読者に歴史の事実を正しく伝えたく、歴史的資料に記されたものや取材を基に、正確な時代考証を行っているのが特徴となっている。
その一方、自動販売機や腕時計、カタカナ語など著しく時代錯誤な物品や台詞も平然と登場するなどギャグ漫画の様相が強く、これについてギャグ漫画だから子供でもわかるような嘘は吐こうと考え、この他にラブストーリーやシリアスは排除している。最初は3か月の連載予定で忍者ものを描いて欲しいと依頼されたが題材がそれだった理由を尼子は未だに教えてもらっていない。日本史に興味があった尼子に抵抗はなく、忍者ものは江戸時代舞台が多いが調べると室町時代の頃は日本文化が成立していく過渡期でその時代の人々がどう生きていたか気になり、忍術には心理学を使った術もありそれを馬鹿な忍者たちが使ったらどうなるか考えて生まれたのが主人公ら一年は組の忍たまたちである。子供向けであるため入り込みやすいように学園を舞台にすることを考え、非現実的なものではなく歴史資料を基に子供でも可能な忍術も描き、当時の暮らしや時代背景が伝わればいいとの思いだった。
メタ的要素をふんだんに取り入れ、キャラクターがコマの裏から現れて話に割り込む、枠線をちぎるなど自由奔放な動きを見せているのも大きな特徴の一つである。また、作者である尼子騒兵衛が漫画の中に登場したり、作者の仕事場にキャラクターが枠線を破って入ってくることもある。
登場キャラクターの名前は主にダジャレか、作者の出身地である兵庫県尼崎市をはじめとする近畿地方の地名、または実在人物の名前などに由来する。
単行本は第14巻までは毎月発行、第15巻から第65巻（最終巻）までは年2回発行されていた。2019年12月時点でシリーズ累計部数は940万部を突破している。
2018年10月-12月にパート63終了直後、2019年1月に尼子が脳梗塞を発症したため、4月開始予定のパート64を延期し、これまでに掲載された漫画を「傑作選」として掲載していたが、「毎日の連載は難しい」という尼子の判断を尊重した結果、同年10月～12月末の「傑作編」の終了をもって連載を終了し、全65巻で完結することが同年10月1日に発表された。2020年4月からは本作のキャラクターが登場する新連載「乱太郎とめぐるふしぎな世界」を月1回のペースで掲載中。
尼子がキャラクターデザインを手掛けた、NPO法人あまがさきエコクラブのマスコット「エコあま君」は、本作の登場人物・乱太郎、きり丸、しんべヱと友達という設定を持つ。

## あらすじ
時は戦国時代。先祖代々ヒラ忍者の血筋である乱太郎は、父の勧めで忍術学園に入学し、一流のエリート忍者になるために勉強する。しかし、友達のきり丸・しんべヱと共に、常に成績は落第点。追試、補習授業は当たり前。頑張っても空回りする3人組に先生達も振り回されるが、そんな彼らには常に事件が降り注ぐ。3人組は足りない知恵を出し合って、いつのまにやら大活躍していく。

## 書誌情報
| VOL | 発売日         | 話数&サブタイトル | ISBN              |
| --- | -------------- | --- | ----------------- |
| 1   | 1993年4月7日   | 第1章「やってきました忍術学園」の段 第2章「三人寄れば授業も楽し」の段 第3章「ハラハラどきどき実戦訓練」の段 第4章「いつもマジメにやってます」の段 第5章「学園破りも熱烈歓迎!!」の段 第6章「行きはよいよい"くの一"教室」の段 第7章「野盗退治の助っ人でござる」の段 第8章「この教師にしてこの生徒あり」の段                                                                    | 4-02-275001-4     |
| 2   | 1993年5月11日  | 第9章「武道大会はバトルロイヤル」の段 第10章「家庭訪問は自転車にのって」の段 第11章「ばあちゃんのカタキうち」の段 第12章「敵をあざむくにはまず味方から」の段 第13章「新学期も相変わらずです」の段 第14章「和議状とどけにボクらは行く」の段 第15章「味方の足をひっぱるな」の段 第16章「2000ピースのジグソーパズル」の段                                                       | 4-02-275002-2     |
| 3   | 1993年6月7日   | 第17章「社会正義のためならば」の段 第18章「メチャクチャ強い角魂党」の段 第19章「武器とハサミは使いよう」の段 第20章「また勉強とは泣けてくる」の段 第21章「ソーセージめざして競争だ」の段 第22章「あほのマネならまかしとき」の段 第23章「晴れのち所によりしんべヱ」の段 第24章「二年生に勝っちゃった」の段 第25章「売られたけんかは値切って買おう」の段                       | 4-02-275003-0     |
| 4   | 1993年7月7日   | 第26章「三人寄れば忍たまの知恵」の段 第27章「名刀「極楽丸」はベジタリアン」の段 第28章「おだてに弱いホオズキ丸」の段 第29章「「にんたまの友」堂々完成」の段 第30章「へたな鉄砲も数うちゃあたる?」の段 第31章「陸にあがった海賊のリハビリ大作戦」の段 第32章「かかる疑惑はみんなで晴らそ」の段 第33章「くの一教室はやっぱり鬼門」の段                                         | 4-02-275004-9     |
| 5   | 1993年8月7日   | 第34章「クサイ手段で悪だくみ」の段 第35章「あわてる殺し屋は人まちがえる」の段 第36章「あの「くの一」がパートナー」の段 第37章「腹がへったら降参します」の段 第38章「五色のお米は食べないで」の段 第39章「ブタも火をつけりゃ走りだす」の段 第40章「道具に頼らず腕みがけ」の段 第41章「まちどおしいのは夏休み」の段                                                            | 4-02-275005-7     |
| 6   | 1993年9月7日   | 第42章「夏休みがどんどん遠くなる」の段 第43章「へんな海賊は忍たまにすがる」の段 第44章「ドクタケ入り八方斎はいかが」の段 第45章「だませよ、さらば開かれん」の段 第46章「新式銃をたずねて何百里」の段 第47章「かわいい生徒はおとりに使え」の段 第48章「そのひとことがなぜいえぬ」の段 第49章「苦あれば楽あり秋休み」の段                                                      | 4-02-275006-5     |
| 7   | 1993年10月7日  | 第50章「ない知恵しぼって不戦勝」の段 第51章「姫の入れ歯にゃ歯がたたぬ」の段 第52章「君子、しんベヱに近寄らず」の段 第53章「火のないところに煙がみえる」の段 第54章「シチューにカツを求めよう」の段 第55章「欲がつもると目がくらむ」の段 第56章「見たか知ったか「は組」の実力」の段 第57章「メッセージは「ふぁいとじゃ」」の段                                                | 4-02-275007-3     |
| 8   | 1993年11月6日  | 第58章「先生が泣いて喜ぶカンニング」の段 第59章「しんベヱこけると事件がおこる」の段 第60章「カネがこころのサザエです」の段 第61章「知らないものは強いのだ」の段 第62章「"戸部式"刀を安く買う方法」の段 第63章「甘えん坊は旅に出せ」の段 第64章「ねぼけまなこで全員集合」の段 第65章「山賊ふきだし土井先生とんがる」の段 おまけ「「落第忍者乱太郎」のヒミツ」                 | 4-02-275008-1     |
| 9   | 1993年12月7日  | 第66章「姓はうちき、名はこまる」の段 第67章「もらってうれしい不幸の手紙」の段 第68章「いまのとこ「は組」でござる」の段 第69章「自信はないけどがんばります」の段 第70章「夜は忍者のゴールデンタイム」の段 第71章「飛び越すためにカベはある」の段 第72章「くたびれもうけで日はくれて」の段 第73章「みんなの苦労も鼻みずのあわ」の段                                            | 4-02-275009-X     |
| 10  | 1994年1月7日   | 第74章「ゆく人くる人新学期」の段 第75章「まだまだ修行がたりません」の段 第76章「あやしい扇子が宙を舞う」の段 第77章「おそるべしニセ金作り団」の段 第78章「漢字テストで犯人をさがそう」の段 第79章「みんなくしゃみのおかげです」の段 第80章「おかえりなさい「一年は組」」の段 第81章「縁の下には危険がいっぱい」の段                                                          | 4-02-275010-3     |
| 11  | 1994年2月7日   | 第82章「ごほうびめざして手裏剣投げ」の段 第83章「どケチの執念岩をもとおす」の段 第84章「しんベヱこけて敵をあざむく」の段 第85章「虎穴の奥は墓穴です」の段 第86章「頼りにしてます!おとーちゃん」の段 第87章「秘密のカギは壺にあり」の段 第88章「天気予報は乱ちゃんにおまかせ」の段 第89章「特製カステイラを召しあがれ」の段                                                   | 4-02-275011-1     |
| 12  | 1994年3月7日   | 第90章「はるばる来たぜ同級生」の段 第91章「天下無敵の金鉄バッファローズ」の段 第92章「作者のつごうで話は進む」の段 第93章「茶原ふくれて立ちショーベン」の段 第94章「ワ、ワ、ワシらは金魚の用心棒」の段 第95章「根も葉もありますこのうわさ」の段 第96章「住めばみやこよ給食室」の段 第97章「温泉ほりあてハッピーエンド」の段 おまけ「「落・忍」もっと知らないQアンドA（上）」 | 4-02-275012-X     |
| 13  | 1994年4月7日   | 第98章「掘りだしたのはいいけれど」の段 第99章「野盗が出るから気をつけて」の段 第100章「トイレをこわがる憶病者」の段 第101章「時の流れにゃ勝てません」の段 第102章「先生をめざしてまっしぐら」の段 第103章「かべにぶつかる日もあるさ」の段 第104章「やってできないことはない」の段 第105章「みんなでさがそう埋蔵金」の段                                                      | 4-02-275013-8     |
| 14  | 1994年5月7日   | 第106章「カベに耳あり障子にメアリー」の段 第107章「鼻水垂れたら関所を越えた」の段 第108章「合いことばなんか大っきらい」の段 第109章「横槍入れた八方斎」の段 第110章「敵の中は味方でいっぱい!?」の段 第111章「山彦の谷入りだぁー」の段 第112章「おカネ一番勝ち負け二番」の段 第113章「何より不潔が特効薬」の段 おまけ「「落・忍」もっと知らないQアンドA（下）」               | 4-02-275014-6     |
| 15  | 1994年9月7日   | 第114章「その子だれの子忍者の子」の段 第115章「同情するなら愛の手を」の段 第116章「ゼニのニオイがおれを呼ぶ」の段 第117章「月といっしょにさようなら」の段 第118章「負けられませんこの勝負」の段 第119章「お年よりにはさからえず」の段 第120章「困ったときのどこんじょー」の段 第121章「さすが一流忍者です」の段                                                              | 4-02-275015-4     |
| 16  | 1994年12月7日  | 第122章「かわいいペットのかたきうち」の段 第123章「ほんとはあります理解力」の段 第124章「小便見ずに見るトカゲ」の段 第125章「かならず最後にギャクは勝つ」の段 第126章「クサイやつにはご用心」の段 第127章「お弁当持って出かけましょ」の段 第128章「だましたつもりがだまされて」の段 番外編「夏休みだよ場外乱闘」の段 おまけ「まぼろしの三ページ劇場」                        | 4-02-275016-2     |
| 17  | 1995年4月7日   | 巻頭カラー「初夢場外乱闘編」 「これがゼニだ!!」 第129章「値打ち知らずにもはどがある」の段 第130章「忍者の世界は非情です」の段 第131章「戸じまりしっかり火の用心」の段 第132章「泳げないのが玉にキス」の段 第133章「お買い得だよ暗号文」の段 第134章「底なし井戸でバツゲーム」の段 番外編「あの時あの人どうなった」の段 おまけ「まぼろしの二ページ劇場」                      | 4-02-275017-0     |
| 18  | 1995年9月7日   | 第135章「足音たてちゃいけない週間」の段 第136章「コンビの相手は上級生」の段 第137章「危険な夜がやってくる」の段 第138章「どケチもたまには役にたつ」の段 第139章「考えることはみな同し」の段 第140章「ウワサどおりの有名人」の段 第141章「テキストだけがたよりです」の段 第142章「されても困る逆ウラミ」の段                                                                  | 4-02-275018-9     |
| 19  | 1996年3月27日  | 第143章「一年生はいまどこに」の段 第144章「もしや危うし主役の座」の段 第145章「じゃまをするのは大得意」の段 第146章「負けならせめてカッコよく」の段 第147章「こんどのバイトは命がけ」の段 第148章「剣豪なんかこわくない」の段 第149章「なにかわすれていませんか」の段 第150章「一番よくきくダイエット」の段 おまけ「まぼろしの二ページ劇場」                                 | 4-02-275019-7     |
| 20  | 1996年9月10日  | 第151章「勉強にあきたら海へ行こう」の段 第152章「ふたりはなかよし大作戦」の段 第153章「船さえあればだいじょうぶ」の段 第154章「人のはなしはよく聞いて」の段 第155章「自分勝手はきらわれる」の段 第156章「戦争ごっこも楽じゃない」の段 第157章「朝から晩まで食べ放題」の段 第158章「オンボロ砦の十二人」の段                                                                  | 4-02-275020-0     |
| 21  | 1997年4月10日  | 第159章「あちらこちらで大集合」の段 第160章「心配ごとは数知れず」の段 第161章「こんどの話はややこしい」の段 第162章「対戦相手はすごいやつ」の段 第163章「助太刀だったらまかせとけ」の段 第164章「あなたもわたしも変装名人」の段 第165章「ワナにもいろいろあるんです」の段 第166章「ネズミ退治は楽しいな」の段                                                                | 4-02-275021-9     |
| 22  | 1997年10月22日 | 第167章「カレイの尻をのれん押し」の段 第168章「英才教育うけてます」の段 第169章「歌って踊ってズダダンダン」の段 第170章「おうちの玉を見つけよう」の段 第171章「忍術学園にご招待」の段 第172章「特別メニューでサバイバル」の段 第173章「忍たまぐらしも楽じゃない」の段 第174章「ああ本物はだれの手に」の段                                                                    | 4-02-275022-7     |
| 23  | 1998年4月25日  | 第175章「めずらしいこともあるもんだ」の段 第176章「急いで海に行かなくちゃ」の段 第177章「あちらこちらでだましあい」の段 第178章「任務は終わったはずなのに」の段 第179章「ドクたま救出大作戦」の段 第180章「お気楽不注意不用心」の段 第181章「みんなあやしく見えるけど」の段 第182章「せまいところにひしめいて」の段                                                          | 4-02-275023-5     |
| 24  | 1998年10月9日  | 第183章「あぶないバイトは三人で」の段 第184章「ワナワナ天国すぐ地獄」の段 第185章「忍者の免許はどんな色」の段 第186章「クビがこわくちゃ務まらない」の段 第187章「あなたも忍者になれるとさ」の段 第188章「人生変えた顔だもの」の段 第189章「バザーだゲームだ模擬店だ」の段 第190章「人さわがせな文化祭」の段                                                                  | 4-02-275024-3     |
| 25  | 1999年4月22日  | 第191章「カッコイイけど危険な仕事」の段 第192章「死ぬか生きるか大ピンチ」の段 第193章「お金も時間もかせぐもの」の段 第194章「仲間あつかいしないでね」の段 第195章「きたえなおしの大訓練」の段 第196章「作戦たてて出かけよう」の段 第197章「天ぷらウドンはおいしいか」の段 第198章「ゴールめざして一直線」の段                                                                | 4-02-275025-1     |
| 26  | 1999年10月22日 | 第199章「どこのどいつだ真犯人」の段 第200章「勝ってうれしい仲なおり」の段 第201章「てってー的に取り組むば」の段 第202章「ちょっと気になる占い師」の段 第203章「どんなことでもお見通し」の段 第204章「北を向いたらどうなるの」の段 第205章「信じるだけじゃ救われない」の段 第206章「就職難の時代です」の段                                                                    | 4-02-275026-X     |
| 27  | 2000年4月22日  | 第207章「人は見かけによりません」の段 第208章「忘れ物ですおにいさま」の段 第209章「洗ってもきたない手」の段 第210章「反則だっていいじゃない」の段 第211章「ドカゲのハイジ大作戦」の段 第212章「イヤガラセではないけれど」の段 第213章「敵はセコイがスゴイやつ」の段 第214章「夜ほどこわいものはない」の段 おまけ「土井先生のお家大公開!」                                    | 4-02-275027-8     |
| 28  | 2000年10月14日 | 第215章「ああカンペキなカンちがい」の段 第216章「もれなくおマケがついてくる」の段 第217章「どんなときでもヘビー級」の段 第218章「うそを書いてはいけません」の段 第219章「呪文は正しくとなえよう」の段 第220章「いろいろあってちかれたびー」の段 第221章「危険人物がやってくる」の段 第222章「ついて行きますどこまでも」の段                                                  | 4-02-275028-6     |
| 29  | 2001年4月24日  | 第223章「見なかったことにしませんか」の段 第224章「遠足コースで運だめし」の段 第225章「運がいいのかわるいのか」の段 第226章「地の利も勝利も我にあり」の段 第227章「もどりたいのにもどれない」の段 第228章「なぜかいきなり海へゴー」の段 第229章「だれかに似てるこの妖怪」の段 第230章「そして平和は守られた」の段                                                            | 4-02-275029-4     |
| 30  | 2001年10月24日 | 第231章「あやしい注文だれがした」の段 第232章「花の名所にとどけ物」の段 第233章「笑っているのもいまのうち」の段 第234章「基本が大事というけれど」の段 第235章「敵のねらいはどこにある」の段 第236章「実戦経験積んでます」の段 第237章「先生のいない見学会」の段 第238章「みんなで穴を掘りましょう」の段                                                                      | 4-02-275030-8     |
| 31  | 2002年4月24日  | 第239章「長い休みのすごし方」の段 第240章「友だちなんかじゃないんです」の段 第241章「気づいちゃいけないこともある」の段 第242章「逃げ道はただひとつだけ」の段 第243章「かくし芸ではないけれど」の段 第244章「自主練習は楽しいな」の段 第245章「だれもが知りたいその秘密」の段 第246章「門から外に出られない」の段                                                            | 4-02-275031-6     |
| 32  | 2002年10月11日 | 第247章「春は忍者もいそがしい」の段 第248章「失敗するのはあたりまえ」の段 第249章「こまかいことは気にするな」の段 第250章「はやくここから出なくっちゃ」の段 第251章「みそのかおりのキノコ汁」の段 第252章「みんなで食べよう朝ごはん」の段 第253章「逃げ足だけは超一流」の段 第254章「かってに食えといわれても」の段                                                          | 4-02-275032-4     |
| 33  | 2003年4月15日  | 第255章「おそろしいのはどの委員」の段 第256章「はじめましてじゃありません」の段 第257章「ためしに音を出してみよう」の段 第258章「味もニオイも違います」の段 第259章「なんだかヘンなことばかり」の段 第260章「本気になれば強いのだ」の段 第261章「海で競争よーいどん」の段 第262章「対決のときがやってきた」の段                                                              | 4-02-275033-2     |
| 34  | 2003年10月16日 | 第263章「お届けものはなんですか」の段 第264章「ねらわれた忍術学園」の段 第265章「みんなでお手紙書きましょう」の段 | 4-02-275034-0     |
| 35  | 2004年4月15日  | 第266章「ようこそわが家へお客さん」の段 第267章「目的は一つじゃないけれど」の段 第268章「敵の敵なら味方です」の段 第269章「ここに一年は組あり」の段 | 4-02-275035-9     |
| 36  | 2004年10月14日 | 第270章「正しい心が大事です」の段 第271章「得体の知れない来訪者」の段 第272章「壺の中身はなんでしょね」の段 第273章「鉄砲大好きズダンダン」の段 | 4-02-275036-7     |
| 37  | 2005年5月12日  | 第274章「宿題バラバラ事件」の段 第275章「忍の道の落とし穴」の段 第276章「失敗作に似ています」の段 第277章「ウワサは誰にも止められない」の段 第278章「ムシなんてもうウンザリだ」の段 | 4-02-275037-5     |
| 38  | 2005年11月8日  | 第279章「だれも知らない人だから」の段 第280章「みんなで応援したいけど」の段 第281章「いろいろ事情があるんです」の段 | 4-02-275038-3     |
| 39  | 2006年5月18日  | 第282章「不注意者といわれます」の段 第283章「わからないのが問題だ」の段 第284章「学園長の大ピンチ」の段 番外編「忍術学園4コマ劇場」 | 4-02-275039-1     |
| 40  | 2006年11月30日 | 第285章「一年い組を助けだせ!」の段 第286章「ずっと前から出ています」の段 第287章「臨海学校でお勉強」の段 | 4-02-275040-5     |
| 41  | 2007年4月26日  | 第288章「事件はいつもバイトから」の段 第289章「みんなで陽気にもみじ狩り」の段 第290章「がんばれ負けるな委員会」の段 | 978-4-02-275041-9 |
| 42  | 2007年10月30日 | 第291章「危険だらけの校外学習」の段 第292章「この作戦は君のもの」の段 第293章「休みは自分で勝ち取ろう」の段 | 978-4-02-275042-6 |
| 43  | 2008年5月30日  | 第294章「新学期前にひと仕事」の段 第295章「予算会議の始まりだ」の段 第296章「クセ者退治で大手柄」の段 | 978-4-02-275043-3 |
| 44  | 2008年9月30日  | 第297章「悪いウワサにご用心」の段 第298章「ひっくり返ってもと通り」の段 第299章「ヘンテコ鯨をつかまえろ」の段 | 978-4-02-275044-0 |
| 45  | 2009年4月21日  | 第300章「暗殺者を追いかけて」の段 第301章「中庭には危険がいっぱい」の段 第302章「あの鐘を鳴らすのは誰だ」の段 番外編「くせ者まんが」 | 978-4-02-275045-7 |
| 46  | 2009年10月20日 | 第303章「大切なのはパートナー」の段 第304章「プロの忍者といざ勝負」の段 第305章「一気にゴールで優勝だ」の段 | 978-4-02-275046-4 |
| 47  | 2010年4月26日  | 第306章「お化け屋敷できもだめし」の段 第307章「文化祭だよ全員集合」の段 第308章「迷って探して落っこちて」の段 番外「文化祭その他模擬店どうなった?」編 | 978-4-02-275047-1 |
| 48  | 2010年10月29日 | 第309章「何かのワナかと思ったら」の段 第310章「呪われた屋敷の謎を解け」の段 第311章「炭がなければ始まらない」の段 | 978-4-02-275048-8 |
| 49  | 2011年7月13日  | 第312章「忍者を知りたきゃ忍タマを見よ」の段 第313章「大運動会の始まりだ」の段 第314章「優勝目指してがんばろう!!」の段 | 978-4-02-275049-5 |
| 50  | 2011年12月10日 | 第315章「狙いは忍タマ三人組」の段 第316章「あわてるこどもはローカで転ぶ」の段 第317章「抜きつ抜かれつオーディション」の段 | 978-4-02-275050-1 |
| 51  | 2012年4月27日  | 第318章「直感力を鍛えよう」の段 第319章「最後のフォローも忘れずに」の段 第320章「委員長はつらいのだ」の段 | 978-4-02-275051-8 |
| 52  | 2012年10月31日 | 第321章「盗まれた看板を取り戻せ」の段 第322章「テントウ虫は知っている」の段 第323章「雨が降るのは誰のせい?」の段 | 978-4-02-275052-5 |
| 53  | 2013年4月26日  | 第324章「「お嬢さん」と呼ばれたい」の段 第325章「返ってきたやまびこシチュー」の段 第326章「火薬は続くよどこまでも」の段 | 978-4-02-275053-2 |
| 54  | 2013年10月30日 | 第327章「忍タマ魂消る幽霊城」の段 第328章「籠城するなら点をくれ」の段 第329章「ヘタな駄洒落はよしなシャレ」の段 | 978-4-02-275054-9 |
| 55  | 2014年4月30日  | 第330章「指令書持って出発だ」の段 第331章「どの道行くのがいいんかい」の段 第332章「これはスリルか陰謀か」の段 | 978-4-02-275055-6 |
| 56  | 2014年10月31日 | 第333章「火薬を自由に使うには」の段 第334章「山賊のお宝を探し出せ」の段 第335章「よい子はマネしちゃいけません」の段 | 978-4-02-275056-3 |
| 57  | 2015年4月24日  | 第336章「新人忍者にご用心」の段 第337章「キノコ峠でピクニック」の段 第338章「予算会議は合戦か」の段 | 978-4-02-275057-0 |
| 58  | 2015年10月28日 | 第339章「秘密の穴から脱出だ」の段 第340章「火縄銃なら負けません」の段 第341章「生首フィギュアでバレーボール」の段 | 978-4-02-275058-7 |
| 59  | 2016年4月28日  | 第342章「剣豪たちが大集合」の段 第343章「一番危険なのはだれだ」の段 第344章「チームで密書を守り抜け」の段 | 978-4-02-275059-4 |
| 60  | 2016年10月28日 | 第345章「全校一斉テスト」の段 第346章「暗号文は難しい」の段 第347章「秘密忍務をやりとげろ」の段 | 978-4-02-275060-0 |
| 61  | 2017年4月28日  | 第348章「侵入者たちを追いかけろ」の段 第349章「狙われているのはだれだ」の段 第350章「プロの忍者になるならば」の段 | 978-4-02-275061-7 |
| 62  | 2017年10月30日 | 第351章「消えた食材の謎」の段 第352章「料理バトルは全力で」の段 第353章「謎解きは調理のあとで」の段 | 978-4-02-275062-4 |
| 63  | 2018年4月28日  | 第354章「離れ離れのクラス替え」の段 第355章「唯一無二のごほうびは」の段 第356章「誕生日にはお祝いを」の段 | 978-4-02-275063-1 |
| 64  | 2018年10月30日 | 第357章「クセ者捕らえて主人公?」の段 第358章「人の心を読むコツは」の段 第359章「姫の謎解き大団円」の段 | 978-4-02-275064-8 |
| 65  | 2019年11月30日 | 第360章「小松田さん、スカウト?」の段 第361章「くせ者はだれだ」の段 最終章「くせ者事件の真相」の段 | 978-4-02-275065-5 |

## 登場人物
- 主人公3人組 - 乱太郎、きり丸、しんべヱ（略して「乱きりしん」と呼ばれることが多い）
- 1年は組同級生 - 庄左ヱ門、伊助、虎若、団蔵、三治郎、兵太夫、喜三太、金吾
- 担任教師 - 土井半助、山田伝蔵

## 登場する城
城の名前はキノコが由来のものが多い。
アカトキ城
第37巻登場。オーマガトキ城城主・大間賀時曲時がタソガレドキ城との戦で、援軍を頼むために向かった城。名前の由来は暁闇。
仲が良い城：オーマガトキ城
仲が悪い城：タソガレドキ城
アミタケ城
第7巻登場。ナラタケ城の隣にある城。殿様は77歳。ナラタケ城の姫（66歳）をお嫁に貰い、ナラタケ城と同盟を結ぶ。
仲が良い城：ナラタケ城
仲が悪い城：ドクタケ城
城主：網茸 竹武→網茸 編武
ウスタケ城
第24巻・第32巻・第45巻登場。カワタケ村を陣取り、ヒダハタケ城と戦をしていた。ただ村は借りただけで、その期間住人は総出で花見に出かけていた。
仲が良い城：ドクササコ城
仲が悪い城：ヒダハタケ城
忍者：赤ヒゲ、長老（仮称）、ウードン・臼茸
エゴノキタケ城
第21巻・第34巻登場。近くにはスッポンタケ城、チャミダレアミタケ城がある。ドクタケ、スッポンタケの仕組んだ戦に巻き込まれそうになった。
仲が良い城：チャミダレアミタケ城
仲が悪い城：ドクタケ城、サンコタケ城、スッポンタケ城
エノキ城
第1巻・第2巻・第28巻・第34巻登場。長い期間ナメコ城と戦をしていた。その後和議を結ぶ。第34巻で風鬼、達魔鬼のミスからドクタケ城と戦になった。
仲が良い城：ナメコ城
仲が悪い城：ドクタケ城
家臣：橋本新九郎、エノキ城の守備隊長 (仮称)
オーマガトキ城
第37巻・第42巻・第48巻登場。城主・曲時に人望が全く無いため、領地から税金が取れないでいる。タソガレドキ城との戦で城を落城寸前まで追い詰められ、その後タソガレドキ城とは表向きは仲の悪い城同士だが、裏では互いの城主同士で秘密の約束を交わし、密かに同盟を結んでいる。忍者隊は一応は存在するが、実際は曲時の周囲に対する見栄で作られた程度のものであり、元・足軽の素人同然が2名だけ所属している程度のものであり、またあまり重要視されていない。
仲が良い城：アカトキ城
仲が悪い城：タソガレドキ城、カワタレドキ城
城主：大間賀時曲時
家臣：オーマガトキ軍隊長（仮称）
忍者：射場亨、貝原太郎
オシロイシメジ城
第23巻・第30巻登場。戦好きな悪い城の一つ。安宅船の設計図・暗号表を狙っていた。お花見宴会の準備を戦の準備と早合点した忍術学園に、宴会を滅茶苦茶にされたことがある。
仲が良い城：？
仲が悪い城：？
忍者：行商人（おばちゃん）（仮称）
オニタケ城
第17巻・第32巻・第35巻・第47巻登場。ホウキタケ城と戦をしている。忍者隊は安月給でヘボが多い。一年は組は度々オニタケとホウキタケのいざこざに巻き込まれて、オニタケ忍者達と行動を共にすることがある。
仲が良い城：？
仲が悪い城：ドクタケ城、ホウキタケ城
忍者：春牧行者、風の玉三郎、西長洲本通九丁目、早すぎた天才
カラスタケ城
第28巻登場。ドクタケ城とエノキ城の戦に、両軍の戦力調査のために、足軽に化けた忍者を送り込んだ。しかしその忍者がヘボだったせいで、碌に戦力調査が出来ず。
仲が良い城：？
仲が悪い城：ドクタケ城、エノキ城
忍者：足軽（仮称）
カワキタケ城
第36巻・第47巻登場。100年前、カワキタケ忍者が埋めた「カワキタケの壺」の所在地を所属忍者総出で探していた（城の秘密が入っているらしく、100年後掘り出すように古文書に書かれていた）。忍術学園を利用するも、裏目に出て事故で壺が粉々になる。
仲が良い城：？
仲が悪い城：？
忍者：辺野茂平次
カワタレドキ城
第46巻登場。タソガレドキ城がカワタレドキ城と同盟を結ぼうとしたが失敗に終わる。城主・香波垂時衛門は南蛮衣装に凝っている。
仲が良い城：？
仲が悪い城：オーマガトキ城、ドクササコ城
城主：香波垂時衛門
キクラゲ城
第3巻・第17巻・第44巻・第48巻・第52巻登場。城主持兼91歳、若殿良兼67歳と新旧交代が上手く行っていない。現在も持兼は家督を譲る気が無いらしい。
仲が良い城：？
仲が悪い城：トフンタケ城
城主：木耳持兼
若殿：木耳良兼
家臣：常光寺与エ門、小川浅右衛門、大川深エ門（裏切る）、馬蔵、弥助
忍者：キクラゲ忍び組の組頭（仮称）、源内左衛門、加場出居介、場潟右衛、楽呂須太夫、灰木勇
クサウラベニタケ城
第23巻登場。安宅船の設計図・暗号表を狙っていた悪い城の一つ。
仲が良い城：？
仲が悪い城：？
忍者：弓売り（仮称）
クモの子城
第1巻登場。鶴の巣城との戦の際、若を人質に取る。乱太郎達が学園入学後、初めて忍び込んだ城である。
仲が良い城：？
仲が悪い城：鶴の巣城
城主：鬼瓦只安
忍者：宇奈月十太夫（退職）
サンコタケ城
第21巻・第34巻登場。戦好きな悪い城の一つ。スッポンタケ城と仲が良いが、向こうは一時的に組んでいるだけである。関係者は全員髷がサンコタケの形に結ってある。所属忍者はあまり優秀とは言えない忍者が多い。
仲が良い城：スッポンタケ城
仲が悪い城：ドクタケ城、エゴノキタケ城、チャミダレアミタケ城
シイタケ城
第1巻登場。シメジ城から、本来密書を受け取る予定だったはずの城。
仲が良い城：シメジ城、コウタケ城（アニメ第3期）
仲が悪い城：？
忍者：飯田九内（アニメ版のみ）
シメジ城
第1巻登場。シイタケ城に密書を届けるために忍者を使いに出した。しかしその忍者は密書を誤ってトイレットペーパーの代わりに使ってしまった。
仲が良い城：シイタケ城
仲が悪い城：？
忍者：変な忍者（仮称）
ショウロ城
第4巻登場。三の館城主・常盤兼成は相当なコレクターで珍しい武器を沢山集めている。
仲が良い城：？
仲が悪い城：ドクタケ城
城主：常盤兼成
忍者：ホオズキ丸（退職）
スッポンタケ城
第21巻・第34巻・第41巻・第48巻登場。戦を仕掛けては、城の領地を奪うドクタケ同様悪い城の一つ。チャミダレアミタケ城城主・茶乱網武に対し、2回も暗殺を目論んだ。作中では悪い城として書かれているが、本来スッポンタケは食用キノコである。
仲が良い城：サンコタケ城
仲が悪い城：エゴノキタケ城、チャミダレアミタケ城
代官：馬場丹後之介
忍者：スッポンタケ忍者隊の頭（仮称）
セミタケ城
第7巻登場。今は無き城。70年前にマツホド城との戦（バフン岳の戦い）に勝利するも、20年前にドクタケ城との戦に破れ、落城した。
仲が良い城：？
仲が悪い城：ドクタケ城、マツホド城
タケノコ城
5巻登場。ある暗殺者により、この城に属す山田という家臣が命を狙われていた。
仲が良い城：？
仲が悪い城：？
家臣：山田
タソガレドキ城
第37巻・第42巻・第46巻・第47巻・第49巻・第50巻・第51巻・第54巻登場。城主・甚兵衛は周囲の評判が悪い。オーマガトキ城との戦で城を落城寸前まで追いつめ、その後互いの城主同士で秘密の約束を交わし、密かに同盟を結びオーマガトキ城の領地だった園田村を乗っ取ってしまった。忍者隊はかなり優秀。アニメ版で戦中でありながら年に一度の温泉旅行に出かけられるなど、かなり厚遇されている。一年は組から「クソタレガキ城」（アニメ版では「タコヤキドキ城」）と呼ばれている。
仲が良い城：？
仲が悪い城：ドクタケ城、オーマガトキ城、アカトキ城
城主：黄昏甚兵衛
家臣：佐茂有南、タソガレドキ軍伝令将校(仮称)
忍者：雑渡昆奈門（組頭）、諸泉尊奈門、山本陣内（狼隊小頭）、高坂陣内左衛門、押都長烈（黒鷲隊小頭）、五条弾、椎良勘介、反屋壮太
チャミダレアミタケ城
第21巻・第36巻・第41巻・第42巻登場。戦に強く、城主網武は武術大会を開くほどの武術好き。そのため網武はスッポンタケを始め、数々の城に命を狙われている。
仲が良い城：エゴノキタケ城
仲が悪い城：ドクタケ城、スッポンタケ城、サンコタケ城
城主：茶乱網武
若殿：チャミダレアミタケ城の若（仮称）
忍者：料理係、女中（元スッポンタケ城忍者）（仮称）
ツルタケ城
第9巻・第32巻登場。城主・花門の神経質な性格から、城中が不幸の手紙に振り回され、花門は他の誰かに城を譲るとまで言い出す騒ぎになった。
仲が良い城：？
仲が悪い城：ヒラタケ城
城主：大場花門
忍者：亀甲万太夫（薄口東丸）、内木小丸
鶴の巣城
第1巻登場。クモの子城との戦で若を人質に取られた。
仲が良い城：？
仲が悪い城：クモの子城
若殿：鶴の巣城の若（仮称）
ドクアジロガサ城
第27巻・第30巻・第33巻・第39巻・第43巻･第47巻登場。汚い手を使うことで有名と言われているドクタケ同様、悪い城の一つ。多田堂禅の作る新型砲弾や忍術学園の火薬等を狙い、度々忍術学園と敵対している。
仲が良い城：？
仲が悪い城：？
忍者：市之介、ドクアジロガサ忍者A～D（仮称）
ドクササコ城
第7巻・第26巻・第36巻・第39巻・第45巻・第47巻・第51巻・第52巻・第54巻登場。敵の多いドクタケ城が唯一手を結んでいる城。戦を好むために敵が多く、忍術学園とも敵対している。第26巻では町を占領する計画をドクタケ城と共に立てたが、山田先生達の活躍により失敗。
仲が良い城：ドクタケ城、ウスタケ城
仲が悪い城：ナラタケ城、カワタレドキ城（その他多数）
城主：毒笹子市村
家臣：鶴山亀蔵（元ドクタケ城・五の城守将）
忍者：草井兵四郎、八味地黄丸、三黄丸、凄腕忍者、ドクササコの凄腕忍者の部下（ドす部下）、ドクササコの新人忍者 太郎、次郎
ドクタケ城
第2巻・第6巻・第14巻・第15巻・第17巻（他）登場。戦好きの悪名高い城。
トフンタケ城
第44巻・第48巻登場。キクラゲ城に切羽拓郎を潜入させ、キクラゲ城を攻め落とそうとしたが、乱太郎たちに攻撃を阻止される。
仲が良い城：？
仲が悪い城：キクラゲ城
忍者:斗奮四郎志兵衛、切羽拓朗、天日文津丸
ナメコ城
第2巻・第41巻登場。エノキ城と長い期間戦を続けていた。その後和議を結ぶ。城の裏山に沢山のナメコが生えている。
仲が良い城：エノキ城
仲が悪い城：ドクタケ城
城主：在庫只安
若殿：在庫高腹（アニメ版）
家臣：ナメコ城の守備隊長 (仮称)
ナラタケ城
第7巻・第26巻登場。殿の年齢が77歳のアミタケ城に66歳の姫をお嫁入りさせ、アミタケ城と同盟を結ぶ。第26巻でドクササコ城に占領されそうになった町を治めているのはこの城である。
仲が良い城：アミタケ城
仲が悪い城：ドクタケ城、ドクササコ城
姫：ナラタケ城の姫（仮称）
家臣：大辺穀造、西谷のり丸
ナルト城
第5巻登場。自国を離れて、遠くのマイタケ城に戦を仕掛け、当初勝ち戦だったものの食糧不足が仇となって降参する羽目に。
仲が良い城：？
仲が悪い城：ドクタケ城、マイタケ城
城主：原伊丹之守若元
忍者：毒掃丸
ヒダハタケ城
第24巻・第38巻登場。小松田が忍者隊の就職試験に応募した城（結果は不合格）。以前第24巻でウスタケ城との戦に勝利した城として名前のみ登場している。
仲が良い城：？
仲が悪い城：ウスタケ城
忍者：ヒダハタケ城の審査員（仮称）
ヒラタケ城
第9巻登場。仲が悪いツルタケ城の弱点を手下の忍者を使って、探っていた。
仲が良い城：？
仲が悪い城：ツルタケ城
忍者：兄弟忍者・兄&弟（仮称）
ベニタケ城
第10巻登場。山奥にある小さい城。城主・紅武は偽金事件の被害者。
仲が良い城：？
仲が悪い城：？
城主：赤沼紅武
忍者：細井万丸
ホウキタケ城
第17巻・第35巻・第47巻・第55巻登場。オニタケ城と戦をしている。忍者隊首領は大変なケチ。関係者は全員ホウキタケの形に髷を結ってあり、乱太郎達曰く「非常に分かり易いヘアスタイル」。
仲が良い城：？
仲が悪い城：ドクタケ城、オニタケ城
忍者：ホウキタケ忍者（第35巻登場）、早すぎた天才（裏切る）、部長補佐、ヒラ、五郎
ホテイタケ城
第35巻登場。忍術学園の実力を探るために数人の忍者を学園に差し向けて、武道大会を観察しようとした。忍者の一人は最初は、匍匐大会が開かれるという話を聞いたと主張したが（匍匐→葡萄→武道という印刷ミスがあったらしい）、嘘か本当か不明。
仲が良い城：？
仲が悪い城：？
城主：布袋岳 九度成
家臣：大川 深ヱ門 (元キクラゲ城侍大将)
忍者：ホテイタケ忍者A～C（仮称）
マイタケ城
第5巻・第28巻・第36巻・第41巻・第42巻登場。さほど大きくない小さい城なため、ドクタケ城やナルト城等のいくつかの城に領地を狙われている。その度に乱太郎達に助けてもらっている。
仲が良い城：？
仲が悪い城：ドクタケ城、ナルト城
城主：佃弐左衛門
家臣：マイタケ城の家臣 (仮称)
マツホド城
第7巻・第54巻登場。城今は無き城。70年前にセミタケ城との戦（バフン岳の戦い）に敗れ、落城した。浜守一郎の曾祖父がいた。
仲が良い城：？
仲が悪い城：セミタケ城
忍者：浜守一郎の曾祖父
ヤケアトツムタケ城
第23巻・第29巻・第44巻登場。海の支配を目論む、悪い城の一つ。安宅船の設計図・暗号表を狙っていた。兵庫水軍の敵。
仲が良い城：ドクタケ城
仲が悪い城：？
忍者：ヤケアトツムタケ忍者A～D（仮称）
アニメ版ではこのほかにエリンギ城、オヤコダケ城、カヤタケ城、コウタケ城、サザエ城、ナメタケ城、ハツタケ城、ハラタケ城、マツタケ城、マンネンタケ城などが登場している。

## 登場する村・地名など

### 村
吉田村（よしだむら）
第1巻に登場。忍術学園より九里ほど離れた村。元・忍者の竜王丸が、元・くの一の妻と共に隠遁生活を送っている。乱太郎は「凄い田舎」と表現している。
小田村（おだむら）
第3巻から登場。庄左ヱ門は忍術学園から「めちゃめちゃ遠い」と表現している。宗成寺はこの村の中にある。第25巻でも異種格闘技戦の最終目的地となった。
杭瀬村（くいせむら）
第3巻から登場。元・忍術学園教師である大木が、退職後に辣韮と葱の栽培に勤しみながら暮らしている。
山中村（やまなかむら）
第9巻に登場。学園長の師匠・薄口東丸や、便箋を溜め込む謎の人物・キティ婆ちゃんが住んでいる。
加藤村（かとうむら）
第14巻に登場。団蔵の住む村。団蔵の実家は馬借を経営しているが、馬に米などを積み町へ運ぶ道筋をドクタケ城が占領したため戦が始まりそうになる。
キノコ村
第15巻に登場。忍術学園の隣村。
カワタケ村
第24巻に登場。ウスタケ城が忍者免許の試験会場として借りた無人の村。周囲からは村がウスタケ城とヒダハタケ城の戦に巻き込まれ、ウスタケ軍に乗っ取られたものと思われていたが、実際は村人総出で花見に行っていた。
佐武村（さたけむら）
第39巻から登場。虎若の住む村。虎若の父・昌義率いる鉄砲隊の本拠地として有名。
園田村（そのだむら）
第42巻に登場。オーマガトキ城の領地だった村で、現在はタソガレドキ城の領地になっている。小さい村だが「惣」という自治組織を作って、領主に対抗出来るようになっている。金銭に余裕があり、佐武村の鉄砲隊に援軍を依頼出来るほど。乙名の名は手潟潔斎。

### キノコ○
キノコが原
第2巻に登場。ナメコ城の近くにある草原。
キノコ山
第5巻から登場。忍術学園の実地訓練によく使われている。山裏の練習場には幾つかの城や陣地が造られており、第20巻では攻城野戦の訓練が行われた。第29巻では勝ち抜き運試し遠足の舞台となった。
キノコ岳
第29巻に登場。勝ち抜き運試し遠足のゴール地点に使われた場所。金吾は「ずいぶん遠い」と表現している。
キノコ谷
第30巻から登場。花の名所と言われ様々な城がよく花見に利用している。
キノコ平
第32巻に登場。ドクタケ城が偽の出城を建てる際に使った場所。
キノコ峠
第41巻から登場。ドクタケ山岳部を見張るために建てた見張り小屋がある。委員会対抗山賊退治合戦の舞台にも使われた。

### 寺
破無山 宗成寺（はむさん そうせいじ）
第3巻から登場。住職は宇隠奈和尚。忍術学園と親交があり、校外実地学習や異種格闘技戦の目的地に使われている。
キノコ山 廃寺（きのこやま はいじ）
第8巻に登場。住職のいない荒れ寺となっており、幽霊が出るという噂もある。一年は組の遠足の目的地となった。
素本寺（すぽんじ）
第13巻に登場。大爆庄にある廃寺。盗賊団・各座党の根城になっていた。随分昔に住職は亡くなっている。
金楽寺（きんらくじ）
第15巻に登場。隣のキノコ村にある寺。住職は元・忍者であり、学園長の旧友。
アニメ版では、乱太郎達が学園長の使いで頻繁に訪れるため幾度も登場する。寺の門前には恐ろしく急勾配の長い石階段がある。
安堂寺（あんどうじ）
第22巻に登場。忍たま対ドクたまの初勝負の際に使われた寺。随分前から廃寺となっており、周囲からは化け寺の噂が立っている。

### 商業関係
福富屋（ふくとみや）
第3巻から登場。しんべヱの実家。堺の大貿易商。
日銭屋（ひぜにや）
第8巻に登場。おりんの家。無担保で金を貸し高利を取るが、毎日それを取り立てている為こう呼ばれている。
土倉（どそう）
第8巻に登場。抜天坊の家。日銭屋と異なり質草を取って金を貸すが、貸す金額は多くなっている。利息の取り立ても毎日ではなく月利計算。金貸しの他に倉庫業も経営しているため、警戒厳重な大きい土蔵もある。
布所屋（ふところや）
第31巻に登場。商人である布所左前の家。大きな蔵があり、腕の立つ武芸者を雇い警備させている。番頭は黒根住鷺太郎。
小松田屋（こまつだや）
35巻から登場。小松田秀作の実家である扇子屋。店は彼の兄である優作が継いでいる。
髪結い所 斉藤（かみゆいどころ さいとう）
第41巻登場。斉藤タカ丸の実家。親子3代に続く優秀な髪結い一家だが、元は忍者の家柄。場所は町の入り口にある橋の袂にあり、小松田屋と家が近い。

### その他
裏山（うらやま）
第1巻から登場。忍術学園の裏手にある山で、具体的な名称は無い。小さな御堂がある。実地訓練や、は組の表札を取り戻すテストの目的地となった。
アニメ版では裏山、裏々山まで登場している。
乱気流道場（らんきりゅうどうじょう）
第2巻に登場。大層な名前の習字教室。道場主は塚口道人。後に田能さゆりは同じ場所で薙刀教室を開く事になった。
アニメ版では、夫婦になった2人の喧嘩を仲裁するため何度も登場している。
バフン岳（ばふんだけ）
第7巻から登場。多田堂禅の住家。乱太郎は「めちゃくちゃ遠い」と表現している。多田が作製した新型砲弾を運ぶ用事で乱太郎達は訪れることが多い。
大爆庄（だいばくしょう）
第13巻に登場。町名変更で一度名前が変わっており、元の名前は「金竹庄（こんちくしょう）」。盗賊団・各座党が暴れ回っていた場所であり、甘座毛粕十郎の先祖・粕次郎がかつて住んでいた場所でもある。
コテング岳（こてんぐだけ）
第22巻に登場。安堂寺が建つ山の隣山。忍たま対ドクたまの初勝負の際に使われた場所。「うずまき池」という池がある。
シワタケ峠（しわたけとうげ）
第22巻に登場。峠は山の頂上にあり、そこへ続く道は「めちゃくちゃ険しい」ときり丸は表現している。多田堂禅が爆裂弾を開発する研究所がある。
もみじ谷
第41巻に登場。チャミダレアミタケ城がよくもみじ狩りへ訪れている。一見眺めの良い綺麗な場所だが、谷間になっているため霞扇の術を使う敵によって暗殺に利用されることも。

## 登場する武器・兵器

### 火器（手榴弾・爆弾類・火矢など）
宝録火矢（焙烙火矢）（ほうろくひや）
第1巻から登場。手榴弾の一種。ほうろくという素焼きの土器に火薬を詰めた物。当時使われていた黒色火薬は感度が低く爆発力も小さい為、導火線に点火しなければ爆発しない。
大国火矢（だいこくひや）
第1巻から登場。矢に二つの筒が付いており、前の筒に爆発用の炸薬、後ろの筒に推進用の火薬を詰め込み導火線に点火して発射する。後ろの推進用型の火薬が尽きると前の炸薬に引火して爆発し燃え上がる。火責めなどに使用される。
煙玉（けむりだま）
第1巻から登場。別名「鳥の子」。鳥の子紙を糊貼りして中あきの球を作り、中に焔硝と発煙剤を詰め口火に点火して投げつける。煙幕を目的とした手投げ弾。
百雷銃（ひゃくらいづつ）
第1巻から登場。細い竹筒に黒色火薬を固く詰め込み細い紐で連結し、各竹筒に導火線を通した爆竹に似た火器。導火線の一箇所に点火すると次々に連続して爆発し、鉄砲の一斉射撃の様な轟音を発する。
うずめ火（うずめび）
第1巻から登場。地雷火の事であり、地面に埋め敵が踏むと爆発する仕掛け。
万人敵（ばんじんてき）
第5巻から登場。中国で開発された武器。中が空のよく乾かした土の塊に火薬を詰め導火線を仕掛け、さらに塊が砕けないよう木枠で囲む（桶を使うこともある）城を守る際、城壁の上から投げ落として爆発させる。乱太郎たちは豚の蚊やり器を代用して作製した。
曲佃珠（きょくでんしゅ）
第6巻、及び劇場版第1作に登場。火薬を詰めた筒を針金で結んで丸くし、それをさらに張り子の中に入れて大きな丸い玉を作る。これに火をつけて勾配のある高い斜面の上から転がし、下にいる敵を火攻めにする武器。海賊が得意とする火器の一つ。
火龍出水（かりゅうしゅっすい）
第20巻に登場。明で使用された武器。外側にも火薬筒が付いた二段式の火矢。
一窩蜂（いっかほう）
第20巻に登場。火箭の一種。明で開発された『集団式火矢発射器』。30本以上の火矢を内蔵し、その火薬を推進力とする武器。
桶火（おけび）
第20巻に登場。桶や樽に火薬を詰めた爆弾。
火鞠（ひまり）
第20巻に登場。火薬・ヨモギ・樟脳・松ヤニを固め、薄い紙を貼って串に刺し干したもので点火してから投げる。水上戦の海賊が敵の船を火攻めにするときに使用する。
投げ焙烙（なげほうろく）
第23巻に登場。宝禄火矢よりもずっと大きい爆弾。土器・銅・紙のはり子などで作られた玉の中に焼薬の入った小さな球を詰め、玉と玉の隙間にも火薬を詰めている。手で持って振り回せるように導火線とは別に縄が付いており、ハンマー投げの容量で遠方へと投げ飛ばす。
神火飛鴉（じんかひあ）
第23巻に登場。鴉とはカラスを意味する。大きな鳥の形状をした火器。外側の筒の火薬で敵に向かって噴射し、内側に仕掛けた火薬で攻撃する。
もっぱん
第24巻から登場。催涙弾の一種。唐辛子・煙草・胡椒・山椒・砒素・煤・石灰を混ぜ合わせ紙に包む。これを火薬と共に竹筒に詰め、導火線に点火してから投げ込む。
飛爛珠（ひらんしゅ）
第26巻に登場。厚紙を筒の形になるよう明礬の糊で張り合わせて張り子にし、先端は丸くする。その中に火薬を詰め、檜の薄板で作った羽根を貼る。これに火をつけて敵陣に投げつけると、先端の方から落ちて割れると燃え上がる。特に船を襲撃する水上戦で効果がある。
虎頭牌（ことうはい）
第28巻に登場。明で開発された武器。盾の中に火矢を内蔵し、攻撃と防御を同時に行う事が可能。
臭瓶（しゅうびん）
第28巻に登場。火器の一種であり、毒ガス弾とも言える。壺の中に火薬・樟脳・硫黄・アンチモン・硝石などを詰め、口火に点火し風上から対象に向かって投げ込む。これを吸い込むと呼吸困難や粘膜に炎症を引き起こす。
南蛮山（なんばんやま）
第34巻に登場。照明用の火器。樟脳・炭・鼠糞・硝石・硫黄・イボタ（虫の蝋）を油で練り、布で包んでいる。点火してから投げ込む。
八方剣草隠（はっぽうけんくさがくれ）
第39巻に登場。水軍が用いる催涙弾。爆薬をはじめ8種の薬品を詰めている。目つぶしに似た類だが、8種の詳細は不明。点火してから投げつけると爆発し、目を眩ませたり気絶させる効果がある。
ふようの扇
第64巻に登場。もっぱんにある物質を混ぜ改良したもので、催涙効果のほかに窒息させる効果もある。

### 火器（鉄砲・大砲など）
本作では大砲・大筒類などを石火矢という名称で多く紹介されている。
火縄銃（ひなわじゅう）
第2巻から登場。銃身の内部が滑らかで、球形の弾丸を発射するのに適した滑腔式。銃身と弾丸との間に隙間があり、発射力や命中精度が悪いという欠点がある。銃床には肩当てが付いていない為、狙いを定める時は銃を片手で支える事になる。10匁筒は重さが約7㌔。
歯輪銃（ホイールロック式）（しりんじゅう）
第6巻から登場。火縄銃は火縄の火で着火するが、歯輪銃は引き金を引くと黄鉄鉱が回転する歯輪に触れて火花を出し、火皿の点火薬に着火して弾を発射する。
カノン砲
第6巻から登場。
フランキ砲
第20巻及び劇場版第1作に登場。「仏郎機」「仏狼機」と書く、あるいは「破羅漢」と呼称される。子砲と呼ばれる弾薬室が取り外せるようになった大砲。この子砲を幾つか用意しておけば、一門の砲で素早い連続発射が可能。軍船に載せる艦砲としても都合が良い。
臼砲（きゅうほう）
第27巻に登場。普通の石火矢に比べて砲身が短く口径が大きい大砲。非常に重量があり素早く動かす事が出来ない。高角発射のため砲弾は高く上がるが遠くへは飛ばない。城壁の向こう側の敵を砲撃する攻城砲として使用される事が多い。
ランタカ砲
第27巻に登場。中心に支柱がついており、回転できるため射撃範囲が広い旋回砲。船に搭載される石火矢だが、陸上の砦などに据えて敵を撃退する為にも使用される。
マドファ
第28巻に登場。柄のついた木筒に火薬を詰め、先端にも丸く固めた火薬を置く。小孔から導火線で点火すると、爆音と共に火の玉が飛び出す砲。
青銅砲（せいどうほう）
第29巻、アニメ第11期に登場。青銅製の大砲。水や海水に強く、海底に沈めて保管することができる。
ファルカン砲
第31巻から登場。軽量型野戦砲。
手銃（ハンド・カノン）
第34巻、第43巻で登場。銅製であり、大口径の原始的な銃。
カービン銃
第36巻に登場。「加列印」と書く、いわゆる騎銃。日本では「馬上筒」とも呼ばれる。騎兵達が馬の上でも扱いやすいよう銃身は短くされている。
木砲
木製の大砲。原始的な大砲の一種。主にアニメ版などで多く登場している。
カルヴァリン砲（カルバリン砲）
第51巻に登場。カルヴァリンは南蛮の古い言葉で蛇を指す。細長い大砲を総称して呼ぶ。

### 手裏剣類
四方手裏剣（しほうしゅりけん）
第1巻から登場。基本的な手裏剣。十字手裏剣とも呼ばれる。
戦輪（せんりん）
第2巻から登場。薄い鋼鉄製の輪の形状をしている。外側は刃になっており、指で内側を回して敵に投げつける。
八方手裏剣（はっぽうしゅりけん）
第2巻から登場。刃が多く刺さりやすいため暗殺などに使用される。他の手裏剣と比べると傷が浅いため、必殺のために刃に毒や糞尿を塗る事もある。このため通称「毒剣」と呼ばれる。
苦無（くない）
第3巻から登場。質の良い鋼で造られた壊器。土塀や壁を切る、土を掘る、格闘の際に剣の代わりに使用する、火打鉄の代用品になるなど幾つもの場面で登場する。
糸巻手裏剣（いとまきしゅりけん）
第6巻に登場。
万字手裏剣（まんじしゅりけん）
第6巻に登場。刃先が曲線状に曲がっており卍の字に似ている。
篭目手裏剣（かごめしゅりけん）
第6巻に登場。六芒星形状の手裏剣。
五方手裏剣（ごほうしゅりけん）
第6巻に登場。五芒星形状の手裏剣。
六方手裏剣（ろっぽうしゅりけん）
第6巻に登場。篭目手裏剣とは異なる形の6枚刃の手裏剣。
棒手裏剣（ぼうしゅりけん）
第7巻から登場。棒丈の手裏剣。忍たま達は手首に布を巻いて常時身に付けている。いざという時の最後の武器になり、敵の攻撃を防ぐことも出来る。
投箭（とうせん）
第8巻に登場。手裏剣の一種。高所から投げ落とすことにより重力の加速度を利用する武器。落とす地点が高い場所にあればあるほど威力を発揮し、人体を貫通することもある。
銛盤（せんばん）
第19巻に登場。ひし形または四角形の手裏剣。信州戸隠流で使用される独特の手裏剣。中心の四角い穴は釘抜きにも利用出来る。
鉄礫
第45巻に登場。投げ物武器の石を隠し武器として進化させたもの。円盤型・八角・六角・平型などが多く周囲は薄い刃になっている。打撃を与える武器だが皮膚など簡単に切り裂くなどの切れ味を持っており、刃に毒を塗ると致命傷を与えることができる。

### 刀剣類・槍
忍び刀（しのびがたな）
第1巻から登場。狭地で使用できるように通常の刀より短い刀、いわゆる小太刀類。帯にさしながら、邪魔な時は前後に回しつつ持ち歩く。塀などに登る時は足がかりにする事も可能。下げ尾の紐は通常よりも長く万能に使用される。
極楽丸（ごくらくまる）
第4巻、第27巻に登場。手にした者は何故か無性に野菜を切りたくなってしまう不思議な妖刀。
備前長船兼光（びぜんおさふねかねみつ）
第6巻に登場。ドクタケ城での決闘の際に木野小次郎竹高が月鬼へ武器として渡した名刀。
長巻（ながまき）
第17巻に登場。長い柄の野太刀。
長柄戦斧（ながえせんぶ）
第21巻に登場。斧に長い持ち手を付けた武器。
しばき槍（しばきやり）
第21巻に登場。着物の下に隠せる程の短い槍。
打根（うちね）
第22巻に登場。先端に槍の付いた太い矢。接近戦の際は手に持って突いたり投げて攻撃する。紐を付けて何度も繰り戻して投げる場合もある。
ジャリバ
第27巻に登場。投げ槍の一種。柄まで全て鋼鉄製のため、威力が増しており凄いスピードで飛んでくる。
乗り越え槍（のりこえやり）
第27巻に登場。堀や川を棒高跳びの要領で飛び越える道具。2,7ｍ～3,6ｍぐらいの柄に12cmほどの短い穂先を付けた槍。特徴は石突き（柄の先を包む金具）の部分に棒を差し込む穴が開いており、30cmほどの木の横棒を差し込んで川底に突き刺したとき槍が左右に倒れるのを防ぐ。この横棒が対岸と平行になるよう注意しつつ、堀や川の中心に向かって槍を突き刺し、その反動で跳ぶ。中央に来たら槍の上によじ登り、そのまま対岸に着地する。
投擲用短剣（とうてきようたんけん）
第28巻に登場。遠くへ投げ飛ばす事を目的とした剣。重心点を中心に回転し、どんな角度で対象に当たっても切ったり穴を開けたりする事が可能。
影竜（かげりゅう）
第31巻に登場。飯加玄南が師から譲り渡された名刀。「影」とは光の裏側にある黒い闇の部分ではなく「光」を表している。横一文字に構えた際、刀身に光線が当たると反射して光の竜が現れる現象から名が付いた。刀を正しく構え、刃が全く静止した状態で光線を当てなければ竜は現れない。

### その他（暗器・仕掛け罠・薬品類など多数）
撒菱（まきびし）
第1巻から登場。自分が逃亡する際、背後へとばら撒き敵に踏ませ足止めする為の道具。四方に棘があり必ず一つの棘が上を向くようになっている。ヒシという水生植物の実を乾燥させて固めたもの・鉄製・三角錐形状の木製などがある。
手甲鉤（てこうかぎ）
第1巻から登場。主に断崖や城壁などを登るクライミング道具として使用されることで多く登場する。
鉤ばしご（かぎばしご）
第1巻から登場。縄で出来たはしごに鉄製の鉤を付けたもの。険しい岩場や木立で使用する。
鉤縄（かぎなわ）
第1巻から登場。崖を登る道具として紹介されている。「登はん綱」とも呼称される。
飛び苦無（とびくない）
第1巻から登場。崖などの高所へ打ち込んで足がかりにする道具。
耆著（きしゃく）
第1巻から登場。磁気を帯びた鉄で造られた船で、掌に乗るほどの大きさ。水に浮かべると舳先が北を指す為、この道具と太陽の位置を合わせて考え自分の現在地を掴む事が出来る。
ヴィーナスのハエ取り器
第1巻に登場。定置武器。この罠に足が嵌まった場合、引き抜こうとすればするほど傷が深くなってしまう残忍なもの。
目つぶし（めつぶし）
第3巻から登場。卵の殻に吉野紙を貼って作る。熖硝・生姜・塩・烏梅・酢・胡椒・唐辛子・山椒などを混ぜ入れ、相手に投げつける。
パンジ
第3巻から登場。竹を鋭く切ったスパイクであり、地面や落とし穴の底に仕掛けて足に刺さる事を目的とする。必殺のために毒を塗ることもある。
地獄落とし（じごくおとし）
第3巻に登場。川の中に桶壺を埋めたり削ぎ竹を植える仕掛け罠。馬に乗ったまま川を渡ろうとすると足を取られて非常に危険。
狼穽（ろうせい）
第3巻から登場。落とし穴を連続して掘った仕掛け罠。
打ち鉤（うちかぎ）
第3巻から登場。両手に持って壁や長押に打ち込み、体を宙に浮かして支えながら移動する。高所へ登る時も使用する。
かすがい
第3巻から登場。格闘の際や石垣を登ったり体を支える際に用いる道具。戸をつなぎとめ追っ手を足止めする留め具としても使用する。「手違いかすがい」は撒菱の代用品ともなる。
五色米（ごしきまい）
第5巻から登場。米粒を黒・赤・黄・青・紫の5色に染めて乾かした物。その色と組み合わせによって暗号を作る連絡用具。
しころ
第6巻から登場。上質の鉄で造られた携帯用のこぎり。開器。「小しころ」とも呼称される。鋒は刃物になっており、抉って穴を開けられる。袴の腰板や襟脚絆などに縫い込んで隠しておき、捕縛された際に縄や牢屋の格子を切るなど非常に便利な道具。
忍び鎌（しのびかま）
第6巻から登場。折りたたみ式の鎌。開器。
坪錐（つぼきり）
第6巻に登場。開器、戸の錠前や鍵を開けたり道具を差し込む為の穴を開ける際に使用する。
打竹（うちたけ）
第8巻から登場。いつも火種を入れて持ち歩ける竹製の筒。類似品に「胴火」「火縄筒」がある。
鹿砦（ろくさい）
第8巻から登場。先の尖った木を地面に埋め込んで置く仕掛け罠。
眠り火（ねむりび）
第16巻から登場。眠り薬の一種。イモリ・モグラ・蛇の血・薬草等を混ぜてこよりにしたものであり、点火してから投げ込む。
浮橋（うきはし）
第17巻に登場。2本の縄に竹を編み込んだ橋であり、縄の両端には鉄製の金具が付いている。これを川の両端に打ち込んで渡る。
はさみ箱船（はさみばこぶね）
第17巻に登場。水を渡る水器。定員1人の折りたたみ式の船。
蓬（ほう）
第20巻に登場。狼煙の一種。竹籠にヨモギを詰め、それを高所で燃やし煙による合図を送る。
投石ひも（とうせきひも）
第21巻に登場。石をより遠くへ投げるための道具。一方の紐の端に輪を作り人差し指を入れ、もう片方の端は親指で押さえる。中央の網袋に石を入れて強く振り回し、投げる時に親指をはなし遠心力で石を遠くへ飛ばす。
蜘蛛梯子（くもばしご）
第22巻から登場。滑車付きの縄であり、高所へ荷物を吊り上げる際に使用する。人間の移動にも応用することが可能。
弾き玉（はじきだま）
第22巻に登場。小さな鉛玉を人差し指と薬指の間で挟み、親指と中指を使って中指で強くはじき出し敵の急所を攻撃する。かなりの練習を必要とするが、熟達すれば鉛以外（雅之助は辣韭を使用）でもかなりの威力がある。投物と呼ばれる隠し武器。
微塵（みじん）
第22巻から登場。分銅付きの鉄の鎖3本を太い鉄の輪で繋いでいる。この輪に指を入れて振り回したり、1本を握って2個の分銅で相手を攻撃する。当たれば骨が砕けて微塵になる為この名がついたと言われる。鎖物と呼ばれる隠し武器。
振り杖（ふりづえ）
第23巻に登場。4尺2寸（約127cm）程の丸棒の中に鎖分銅が仕込まれており、中からそれが飛び出して敵を打ち倒す仕込み杖の一種。
血滴子（けってきし）
第25巻に登場。中国の武器で鉄製の歯が付いている。相手の肩先目がけて投げ、縄を引くと歯が閉じて肩に食い込み肉をもぎ取ってしまう非常に危険なもの。原作・アニメ共に鉄の牙のような形となっており、実際の物とは異なっている（曰く「読者・視聴者にお見せできないほど恐ろしい物であるため」）。
踢腿飛針（てきたいひしん）
第25巻に登場。見た目には普通の足袋や靴に見えるが針が仕掛けられている。相手を蹴りつけるとき針で刺す、あるいは前蹴りの時に針が飛び出すようになっている。
水中松明（すいちゅうたいまつ）
第29巻に登場。竹筒の中に硝石・灰・硫黄・松脂・樟脳・百草・鼠の糞などを詰めて点火する。これを水に漬けても水から揚げると再び火が付く仕組み。
懸石（かかりいし）
第32巻に登場。岩や大石に穴を開けて縄をつけ、城壁や断崖の上から投げ落とす罠。
夜叉来（やしゃらい）
第32巻に登場。1丈（約3.03ｍ）ほどの長さの丸太に5寸（15.15cm）ほどのスパイクを出し、城壁の上から落下させ敵の侵入を防ぐ罠。
飛び梯子（とびばしご）
第34巻に登場。一本の竹に足を掛ける竹を結び付けて作る梯子。両手両足を揃え、竹がしなるのを利用し一段一段勢いをつけて登る。
縄標（じょうひょう）
第34巻から登場。隠し武器の一種。標とは尖った先端を表す。棒手裏剣状の物に長い紐を付け、そのまま先を敵の急所目掛けて投げる。または紐を回転させて勢いをつけ、一瞬のうちに標を飛ばして攻撃する。前後左右どこでも攻撃が可能であり、敵が多数の場合は何度も紐をたぐって打ち込む事もできる。
袖箭（しゅうせん）
第36巻から登場。隠し武器の一つ。細い竹筒に小型の矢を仕込み、腕に縛って固定し敵に向けて腕を伸ばして矢を飛ばす。
忍び杖（しのびづえ）
第38巻に登場。隠し武器の一種。見た目には何の変哲もない一本の竹筒に見えるが、鉛・鎖分銅・折り畳み式の鎌・棒手裏剣など内部に様々な仕掛けや工夫が凝らされている。大勢の敵に対しても十分に戦える威力がある。
飛脚火（ひきゃくび）
第39巻に登場。狼煙が見えない夜間に上げる照明による合図。類似合図に「入子火（いれこび）」がある。
逆目釘（さかめくぎ）
第39巻に登場。棘付きの釘。返しの棘があるため刺さると抜けにくく、抜くと傷口が大きくなってしまう。
あられ
第39巻に登場。投物隠し武器。鉄製で4.5-6cmの棘があり、数個まとめて相手の顔面を狙って打ち付ける物。近くの敵を不意に攻撃するとき用いる。
猫手
第42巻で登場。
鉄双節棍
第44巻に登場。鍛鉄製のヌンチャク。六角形の鉄の棒を2本繋ぎ、両端と中間の繋ぎ目の鎖の輪にひし形の分銅がついている。坊や鎖を継手で連結し、腕を振り加速して打撃力を高める。これらの武器を総称して連接棍棒と呼ぶ。
流星錘
第45巻に登場。錘（重り）を長い縄につけた縄術用の武器。その威力は速度によっては頭蓋骨を簡単に粉砕する。
投げ棍棒
第48巻に登場。原始的な武器の一つ。棍棒としての打撃力と投擲力を併せ持つ。近づく者には強烈な打撃を、逃げる者には背後に重い棍棒の衝撃を食らわせる。
内矢
第51巻に登場。短い矢と同じ長さの竹筒に矢を入れ、祖筒を振って矢を振り出して飛ばす。竹筒が投擲補助具になるので打ち出す速度と威力が増していく。

### 防具
矢盾
矢など身を護るための木製の片手用の盾。
竹束（たけたば）
竹を編んで束にした防御用の陣営具。バリケードや塹壕設置の際に防具にする。十本ほどの竹を一束とし数束並べて使用する。
逆茂木
第42巻及び劇場版第2作に登場。騎馬兵防止のために使用される。

## 登場する乗り物類

### 船舶・筏
アヒルさんボート
第6巻から登場。兵庫水軍所有。アニメ版では7号まで登場している。
安宅船（あたけぶね）
第20巻から登場。ドクタケが海の覇権を握るため設計し開発を進めるが、山田によって恐竜さんボートの設計図にすり替えられたため実際には建造されず失敗に終わった。第23巻では再び設計図をめぐり、ドクタケ・ヤケアトツムタケなど各城の忍者たちとの戦いが繰り広げられる。
つづら筏
第17巻から登場。皮制のつづらを四つ編んだ筏。
恐竜さんボート
第20巻から登場。ドクタケ城が所有するボート。船首にある恐竜の顔は八方斎に似ている。
斥候船（せっこうせん）
第20巻に登場。別名「物見船」。斥候（偵察）用の船で、帆や前後両方に舵がついていたりと様々な仕掛けがある。
関船（せきぶね）
第23巻に登場。安宅船に次ぐ船で、安宅船よりも船足が速いため早船とも呼ばれる。
覆船（ふくせん）
第23巻に登場。ゲリラ戦用の船。敵船が近づきそうな海岸の山陰や入り海に隠してあり、素早く加勢出来る小型船。
勢子船
第44巻に登場。捕鯨用の船。八丁櫓で約15人乗り、最高速度9ノットで小型の軍船「小早」によく似ている。
樽船
捕鯨漁で落とした浮用の樽などを拾い集める役の回収船。主にお年寄りや子供が乗船する。六丁櫓で8人乗り。勢子船・樽船共に兵庫水軍所有。
ヘンテコ鯨
第44巻に登場。ドクタケ城所有。ドクタケ城水軍創設準備室が南蛮から注文した、ザトウ鯨型の外輪式新型軍船。外輪船であるため鯨なのにクロールで泳いでいる。注文者は魔界之小路。棚板が厚くできている。

### 水器
水グモ
第2巻に登場。水面に浮いた状態で歩行するための道具だが実際に使われたことはない。アニメ版では乱太郎達はこれを編んで筏を作っている。

### その他
凧
第1巻に登場。通常の凧揚げ用の凧の数倍位の大きさの有人式凧。城や陣地の偵察、上空からの攻撃、食糧を空輸するために使用する。
練習の際は万一に備えて命綱を張っておく。

## 小説版
『小説 落第忍者乱太郎 ドクタケ忍者隊 最強の軍師』のタイトルで朝日新聞出版より2013年6月28日に発売された。作者はテレビアニメやミュージカルで脚本を務める阪口和久が担当。尼子も表紙イラストと挿絵を担当している。発売以降は品薄となりプレミア化したが、2024年12月公開の映画に合わせて同年4月22日に復刻された。また、11月には原作版・アニメ版の土井半助が描かれたスペシャルカバー版が販売された。2025年7月22日には本編では語られなかったエピソードを加筆した完全版が発売された。
- 阪口和久（著者）・尼子騒兵衛（原作・イラスト）『小説 落第忍者乱太郎 ドクタケ忍者隊 最強の軍師』朝日新聞出版、2013年6月28日発売、ISBN 978-4022751058
  - 復刻版 2024年4月22日発売、ISBN 978-4022751096